# Тетегем-Кудкерк-Виллаж
Тетегем-Кудкерк-Виллаж (фр. Téteghem-Coudekerque-Village) — новая коммуна во Франции, регион О-де-Франс, департамент Нор, округ Дюнкерк, кантон Кудкерк-Бранш. Пригород Дюнкерка в 6 км к юго-востоку от центра города. Через территорию коммуны проходит автомагистраль А16 "Европейская".
Коммуна образована 1 января 2016 года путем слияния коммун Кудкерк-Виллаж и Тетегем. Центром новой коммуны является Тетегем. От него к новой коммуне перешли почтовый индекс и код INSEE. На картах в качестве координат Тетегем-Кудкерк-Виллаж указываются координаты Тетегема.
Население (2017) — 8 341 человек.

## Экономика
Структура занятости населения:
- сельское хозяйство — 0,6 %
- промышленность — 9,7 %
- строительство — 8,6 %
- торговля, транспорт и сфера услуг — 37,7 %
- государственные и муниципальные службы — 43,5 %

Уровень безработицы (2017) — 14,7 % (Франция в целом — 13,4 %, департамент Нор — 17,6 %). 

Среднегодовой доход на 1 человека, евро (2017) — 24 250 (Франция в целом — 21 110, департамент Нор — 19 490).

## Демография
Динамика численности населения, чел.

## Администрация
Пост мэра Тетегем-Кудкерк-Виллажа с 2016 года занимает Франк Дерен (Franck Dhersin), вице-президент Совета региона О-де-Франс, с 2005 по 2015 годы бывший мэром Тетегема. На муниципальных выборах 2020 года возглавляемый им правый список победил в 1-м туре, получив 69,42 % голосов.
| Период | Период | Фамилия     | Партия                       | Примечания                                                                      |
| ------ | ------ | ----------- | ---------------------------- | ------------------------------------------------------------------------------- |
| 2016   |        | Франк Дерен | Республиканцы, Разные правые | юрист, депутат Национального собрания, вице-президент Совета региона О-де-Франс |

## Галерея

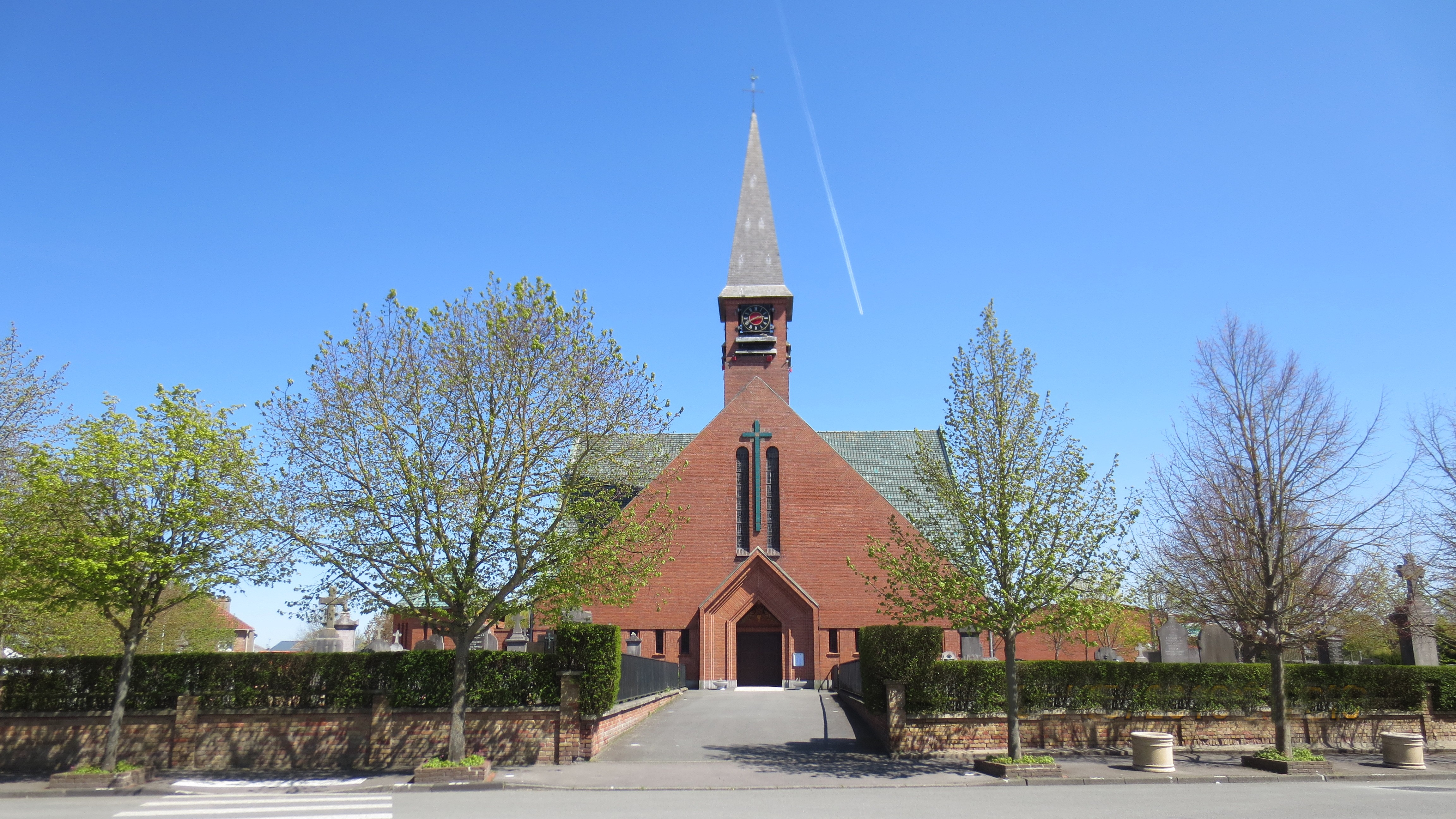
Церковь Святого Петра
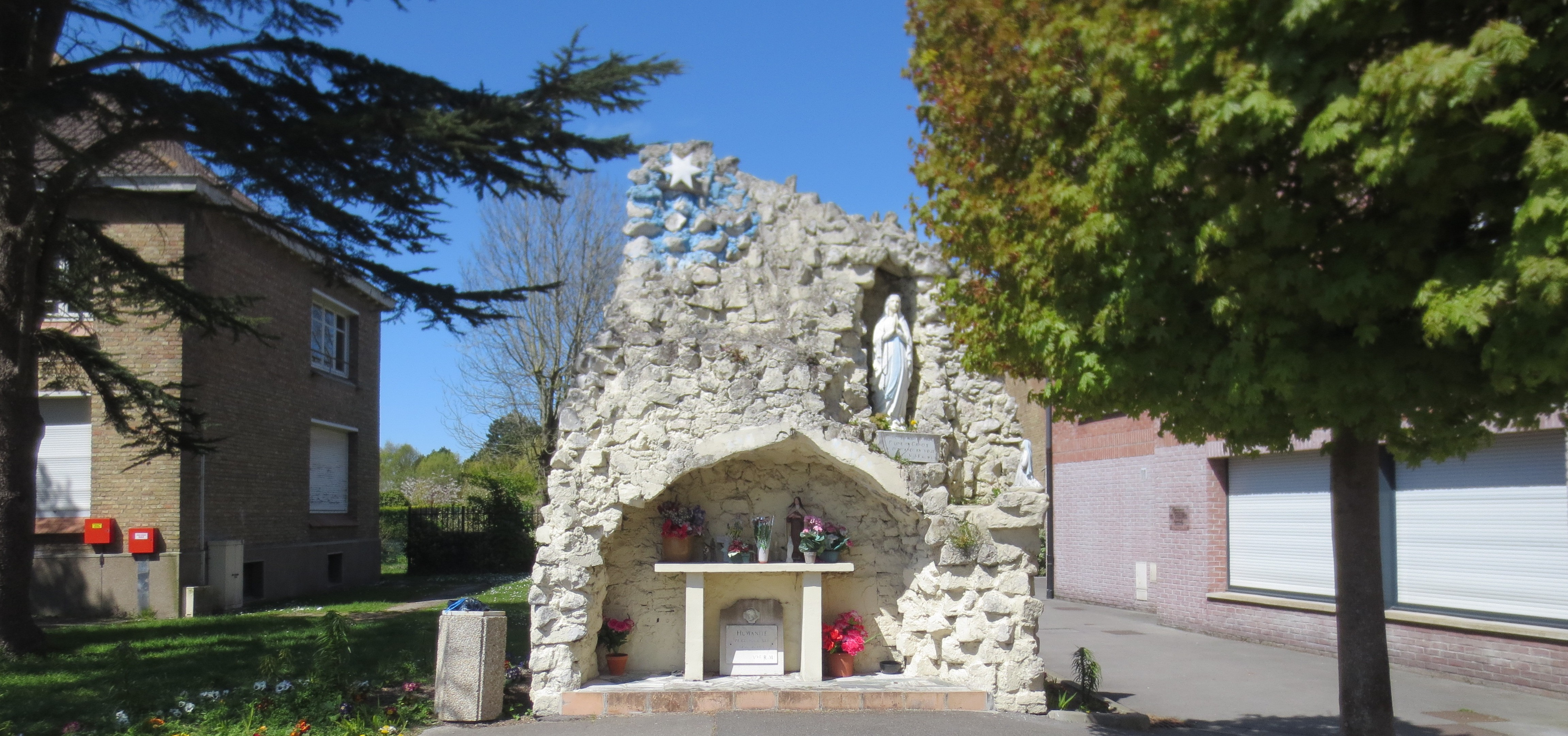
Грот